# Kilgarvan
Kilgarvan is een plaats in het Ierse graafschap County Kerry. De plaats telt 997 inwoners.